# Fußball-Verbandsliga Südwest 2011/12
Die Fußball-Verbandsliga Südwest 2011/12 war die vierte Saison der sechstklassigen Verbandsliga Südwest im regionalen Männerfußball des südlichen Teils des Landes Rheinland-Pfalz.

## Teilnehmer
Für die Spielzeit 2011/12 qualifizierten sich folgende Vereine, anders als in der Vorsaison gab es keine Absteiger aus der Oberliga:
- Die verbliebenen Mannschaften aus der Verbandsliga Südwest Saison 2010/11:
  - FV Dudenhofen
  - TSG Pfeddersheim
  - TB Jahn Zeiskam
  - TuS Hohenecken
  - SpVgg Ingelheim
  - TSG Kaiserslautern
  - Ludwigshafener SC
  - Fontana Finthen
  - SG Blaubach-Diedelkopf
  - Hassia Bingen
  - Südwest Ludwigshafen
  - VfB Bodenheim
  - SV Hermersberg

- Die Meister der Landesligen 2010/11:
  - SV Rodenbach (West)
  - TSV Schott Mainz (Ost)

- Der Zweitplatzierte der Landesliga Ost 2010/11
  - TDSV Mutterstadt

## Abschlusstabelle
| Pl.               | Verein                 | Sp. | S  | U  | N  | Tore    | Diff. | Punkte |
| ----------------- | ---------------------- | --- | -- | -- | -- | ------- | ----- | ------ |
| 1.                | TSG Pfeddersheim       | 30  | 21 | 8  | 1  | 074:190 | +55   | 71     |
| 2.                | SpVgg Ingelheim        | 30  | 19 | 4  | 7  | 073:410 | +32   | 61     |
| 3.                | TSG Kaiserslautern     | 30  | 17 | 5  | 8  | 061:380 | +23   | 56     |
| 4.                | TuS Hohenecken         | 30  | 15 | 9  | 6  | 066:350 | +31   | 54     |
| 5.                | TB Jahn Zeiskam        | 30  | 15 | 8  | 7  | 055:380 | +17   | 53     |
| 6.                | FV Dudenhofen          | 30  | 15 | 7  | 8  | 066:340 | +32   | 52     |
| 7.                | TSV Schott Mainz (N)   | 30  | 13 | 8  | 9  | 056:430 | +13   | 47     |
| 8.                | Ludwigshafener SC      | 30  | 14 | 3  | 13 | 073:520 | +21   | 45     |
| 9.                | TDSV Mutterstadt (N)   | 30  | 13 | 6  | 11 | 067:580 | +9    | 45     |
| 10.               | Hassia Bingen          | 30  | 12 | 5  | 13 | 056:670 | −11   | 41     |
| 11.               | SV Rodenbach (N)       | 30  | 10 | 10 | 10 | 049:590 | −10   | 40     |
| 12.               | Südwest Ludwigshafen   | 30  | 9  | 4  | 17 | 046:670 | −21   | 31     |
| 13.               | SG Blaubach-Diedelkopf | 30  | 8  | 3  | 19 | 037:770 | −40   | 27     |
| 14.               | Fontana Finthen        | 30  | 5  | 7  | 18 | 051:830 | −32   | 22     |
| 15.               | VfB Bodenheim          | 30  | 4  | 5  | 21 | 036:910 | −55   | 17     |
| 16.               | SV Hermersberg         | 30  | 2  | 4  | 24 | 027:910 | −64   | 10     |
| Stand: Saisonende |                        |     |    |    |    |         |       |        |

Die Meisterschaft gewann die TSG Pfeddersheim. Fontana Finthen, der VfB Bodenheim sowie der SV Hermersberg mussten nach dieser Saison in ihre jeweilige Landesliga absteigen. Als Aufsteiger kamen zur nächsten Saison aus der Landesliga als Meister die SG Rieschweiler (West) sowie der FSV Offenbach (Ost). Zwischen den Zweitplatzierten der Landesligen, der SG Hüffelsheim/Niederhausen und dem VfL Neustadt (Ost), gab es noch eine Aufstiegsrunde, welche im Hinspiel in Neustadt 3:3 ausging und im Rückspiel in Hüffelsheim in einem 1:3-Sieg für den VfL endete. Damit stieg dieser zur nächsten Saison ebenfalls auf. Aus der Oberliga kam als Absteiger zudem noch der SV Alemannia Waldalgesheim.
| (N) | Aufsteiger aus den Landesligen 2010/11 |